# Зінджирлікую
41°04′16″ пн. ш. 29°00′50″ сх. д. / 41.071° пн. ш. 29.014° сх. д.
Зінджирлікую (тур. Zincirlikuyu) — квартал у районі Шишлі, розташований на фракійському боці Босфора, Стамбул, Туреччина. Як частина району Есентепе він лежить на вершині пагорба на межі району з Бешикташем на сході. В останні роки Зінджирлікую перебудовано.
Зінджирлікую відомий як великий транспортний вузол, де бульвар Барбарос, що прямує з Бешикташа, перетинає  проспект Бююкдере у напрямку Левента та перетинає Стамбульську внутрішню кільцеву автостраду, сполучаючи район Босфорського моста з Меджидієкеєм, іншим важливим діловим центром.

## Транспортний вузол

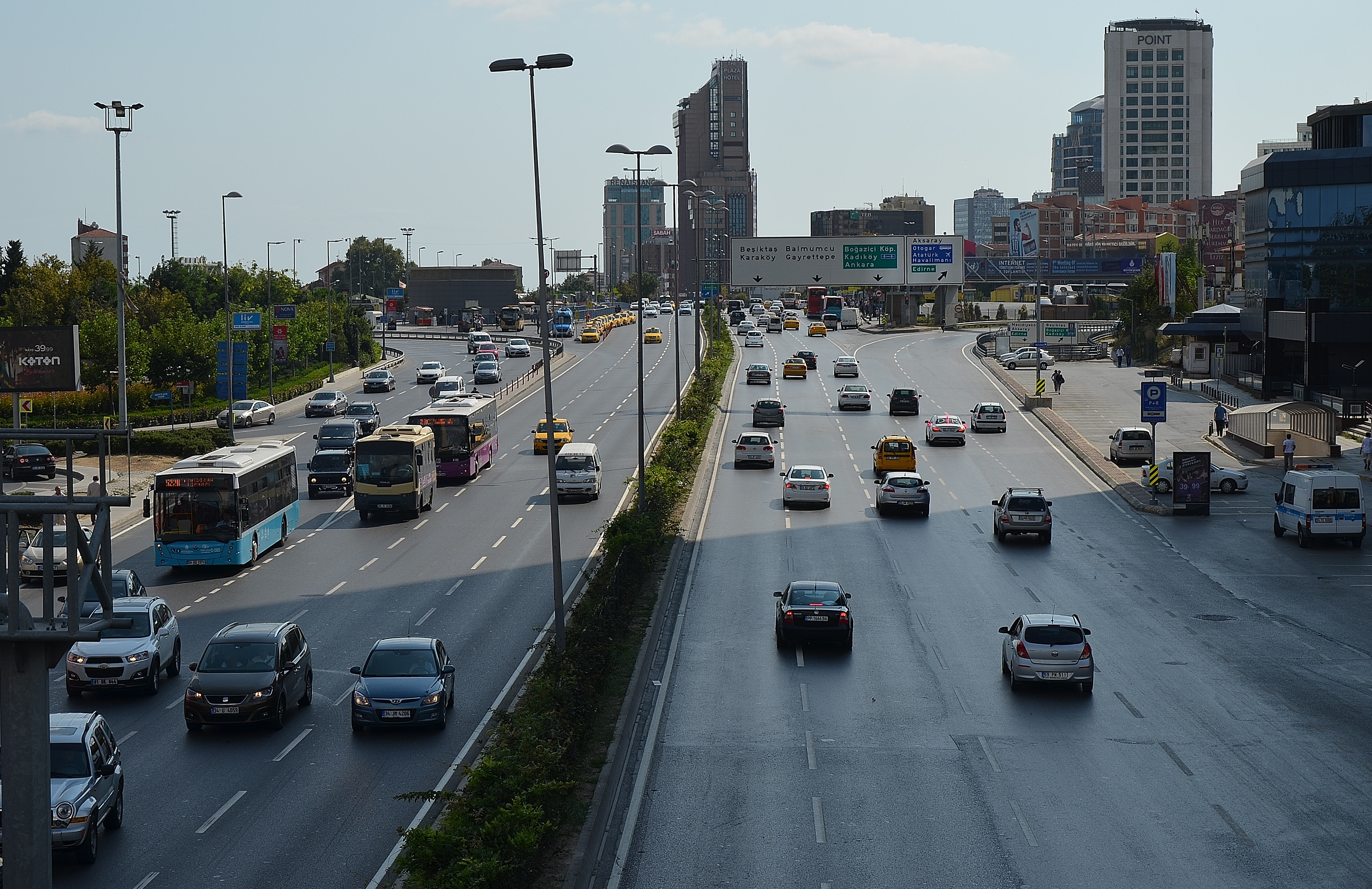
Бульвар Барбарос в Зінджирлікую

Зінджирлікую — найбільша автобусна розв'язка у фракійській частині Стамбула. Вона є першою зупинкою перед Босфорським мостом і останньою після моста для приміських автобусів, що прямують з анатолійської частини міста. Тут розташовані автобусні станції з маршрутами у всі чотири напрямки: до Левенту, Меджідієкеєм і Бешикташ. Зінджирлікую обслуговують понад 40 міських автобусних ліній IETT і п'ять з восьми ліній метробуса, і він є терміналом для деяких з них.
Станція метробуса Зінджирлікую пов'язана зі станцією метрополітену Гайреттепе і центром Зорлу пішохідними тунелями довжиною 770 м і 230 м, які включають 6 ескалаторів, 7 ліфтів для інвалідів та 14 траволаторів завдовжки 368 м. Будівництво цих тунелів коштувало близько 40 млн турецьких лір.

## Кладовище

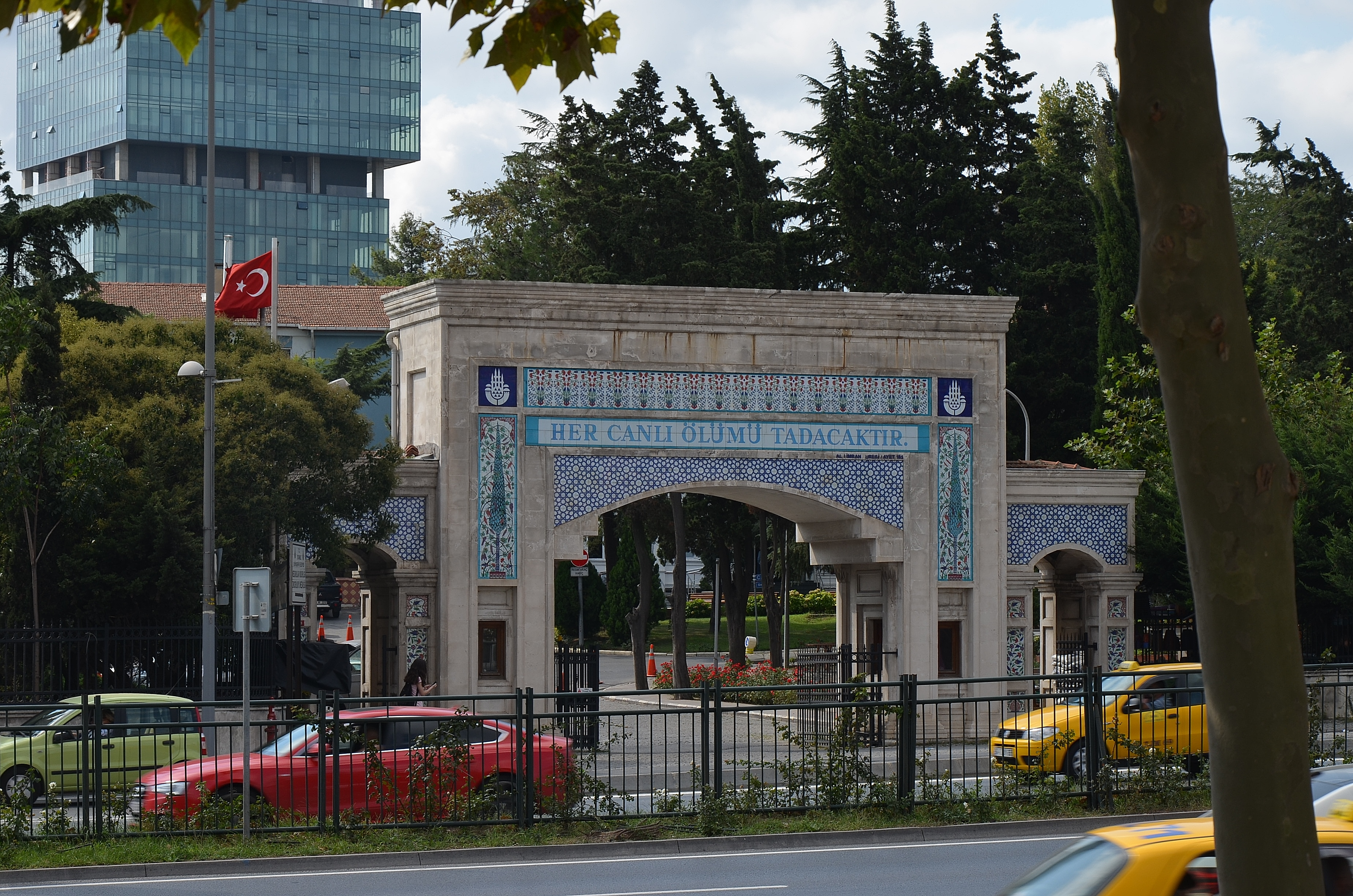
Головні ворота кладовища Зінджирлікую

В районі Зінджирлікую розташоване однойменне кладовище, одне з найбільших у Стамбулі, площею 0,381 км2, яке займає більшу частину кварталу. Його створено 1935 року, а в 1950-х роках кладовище досягло нинішніх розмірів. Там поховано багато видатних політиків, підприємців, спортсменів та діячів мистецтва. Кладовище заповнене повністю за винятком місць, зарезервованих для родинних могил. На території кладовища є мечеть, побудована і подарована турецьким підприємцем Ібрагімом Бодуром.

## Центр Зорлу

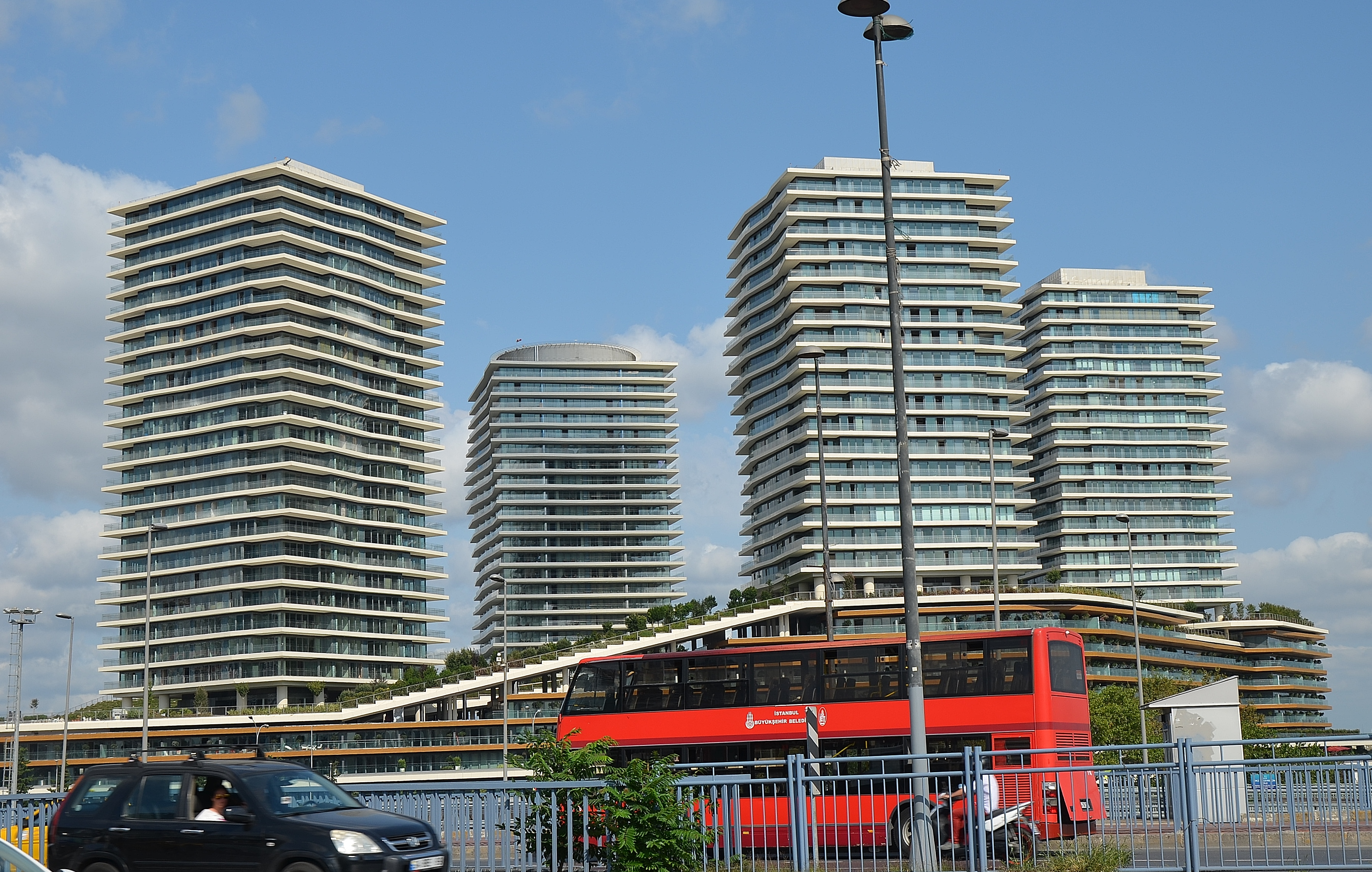
Вежі центру Зорлу

Відкритий у жовтні 2013 року центр Зорлу — комплекс із житлової забудови, офісних приміщень та торгового центру з понад 200 крамницями, 40 кав'ярнями і ресторанами. Також має найбільший у місті центр виконавських мистецтв.